# Khopoli
Khopoli è una città dell'India di 58.657 abitanti, situata nel distretto di Raigad, nello stato federato del Maharashtra. In base al numero di abitanti la città rientra nella classe II (da 50.000 a 99.999 persone).

## Geografia fisica
La città è situata a 18° 46' 60 N e 73° 19' 60 E e ha un'altitudine di 137 m s.l.m..

## Società

### Evoluzione demografica
Al censimento del 2001 la popolazione di Khopoli assommava a 58.657 persone, delle quali 31.321 maschi e 27.336 femmine. I bambini di età inferiore o uguale ai sei anni assommavano a 7.539, dei quali 3.917 maschi e 3.622 femmine. Infine, coloro che erano in grado di saper almeno leggere e scrivere erano 43.641, dei quali 25.009 maschi e 18.632 femmine.